# Peperomia wernerrauhii
Peperomia wernerrauhii är en pepparväxtart som beskrevs av Pino & Samain. Peperomia wernerrauhii ingår i släktet peperomior, och familjen pepparväxter. Inga underarter finns listade i Catalogue of Life.